# بی‌سواد (فیلم ۲۰۰۹)
بی‌سواد (به تامیلی: Padikkadavan) و (به انگلیسی: Illiterate) فیلمی محصول سال ۲۰۰۹ و به کارگردانی سوراج است. در این فیلم بازیگرانی همچون دنوش، تمنا باتیا، آتول کولکارنی، سومان، سایاجی شینده و دوادارشینی ایفای نقش کرده‌اند.